# Sofia Moeratova
Sofia Ivanovna Moeratova (Russisch: Софья Ивановна Муратова) (Leningrad, 13 juli 1929 - Moskou, 25 september 2006) was een turnster uit de Sovjet-Unie. 
Sofia trouwde in 1951 met collega turner Valentin Moeratov.
Moeratova werd driemaal wereldkampioen in de landenwedstrijd en won in 1958 de zilveren medaille op sprong en balk.
Tijdens de Olympische Zomerspelen 1956 in het Australische Melbourne won Moeratova de gouden medaille in de landenwedstrijd en brons in de landenwedstrijd draagbaar gereedschap, individuele meerkamp en brug met ongelijke liggers.
Vier jaar later tijdens de Olympische Zomerspelen 1960 in het Italiaanse Rome won Moeratova de gouden medaille in de landenwedstrijd, de zilveren medaille in de meerkamp en op sprong en de bronzen medaille op balk.

## Resultaten

### Olympische Zomerspelen
| Jaar | Plaats    | Resultaten |
| ---- | --------- | --- |
| 1956 | Melbourne | landenwedstrijd landenwedstrijd draagbaar gereedschap individuele meerkamp brug met ongelijke liggers 4e op vloer 5e op sprong 10e op balk |
| 1960 | Rome      | landenwedstrijd individuele meerkamp op sprong op balk 4e brug met ongelijke liggers 5e op vloer                                           |

### Wereldkampioenschappen
| Jaar | Plaats | Resultaten                                                        |
| ---- | ------ | ----------------------------------------------------------------- |
| 1954 | Rome   | Landenwedstrijd                                                   |
| 1958 | Moskou | Landenwedstrijd · op sprong · op balk · 4e meerkamp · 4e op vloer |
| 1962 | Praag  | Landenwedstrijd                                                   |